# خليلي امبريال جارنيتور
زينة خليلي الإمبراطورية هي ثلاثية من مزهريات كلوزوني صُممت خصيصًا للجنة الإمبراطورية اليابانية خلال عصر ميجي. عُرضت هذه القطع في المعرض الكولومبي العالمي في شيكاغو الولايات المتحدة عام 1893 حيث وُصفت بأنها "أكبر نماذج مينا كلوزوني صُنعت على الإطلاق". تُمثل زخارف المزهريات الفضائل والفصول كما تحمل معنىً مجازيًا حول دور اليابان في عالم متغير وتحالفها مع الولايات المتحدة. بعد عرضها انفصلت المزهريات عن بعضها البعض لأكثر من 120 عامًا ثم أُعيد توحيدها في عام 2019 في مجموعة خليلي للفن الياباني وهي مجموعة خاصة جمعها جامع التحف والباحث البريطاني ناصر د. خليلي.

## الإبداع والعرض
خلال عصر ميجي الياباني (1868 إلى 1912) روجت الحكومة بنشاط للفنون والحرف اليدوية اليابانية في الخارج من خلال عرض أفضل الأمثلة في المعارض العالمية التي أقيمت في أمريكا وأوروبا. كان أول معرض عالمي يعرض الأعمال الفنية اليابانية في قسم الفنون الجميلة هو المعرض الكولومبي العالمي ومن بينها هذه الزينة مع مبخرة مركزية. وقد فحصت من قبل الإمبراطور الذي وافق عليها للمعرض. زينت المزهريات الثلاثة بالمينا وسلك الفضة على سطح نحاسي. في المعرض وُصفت بأنها "أكبر أمثلة على مينا كلوزوني صنعت على الإطلاق". يشمل ارتفاع ثمانية أقدام وثماني بوصات (264 سم ) المذكور في كتالوج عام 1893 قواعدها المصنوعة من كياكي الخشب. يبلغ ارتفاع المزهريات الطويلة 172 سم (خمسة أقدام وثماني بوصات). يعلو مبخرة البخور نسر من البرونز.
استغرق فريق من الحرفيين بقيادة شيروزايمون سوزوكي من يوكوهاما وسيزايمون تسونيكاوا من ناغويا أكثر من أربع سنوات لبناء العناصر الثلاثة. رسمت اللوحة بواسطة سلوك الفنان أراكي كانبو (1831-1915) الذي كان عضوًا في لجنة الفنون التابعة للأسرة الإمبراطورية اليابانية والجمعية الملكية للفنون بلندن. اعترف بكانبو لاحقًا في عام 1900 كفنان للأسرة الإمبراطورية. عند رؤية الزخارف في طوكيو قبل شحنها إلى شيكاغو توقع الباحث الأنجلو أيرلندي فرانسيس برينكلي أن المعرض لن يعرضها في قصر الفنون الجميلة بسبب رمزيتها السياسية. ومع أن هذا التوقع فقد عرضت بشكل بارز في الفناء الشرقي للقصر كما وصفه عالم الأعراق هيوبرت هاو بانكروفت في كتابه عن المعرض.

## الزخرفة والرمزية

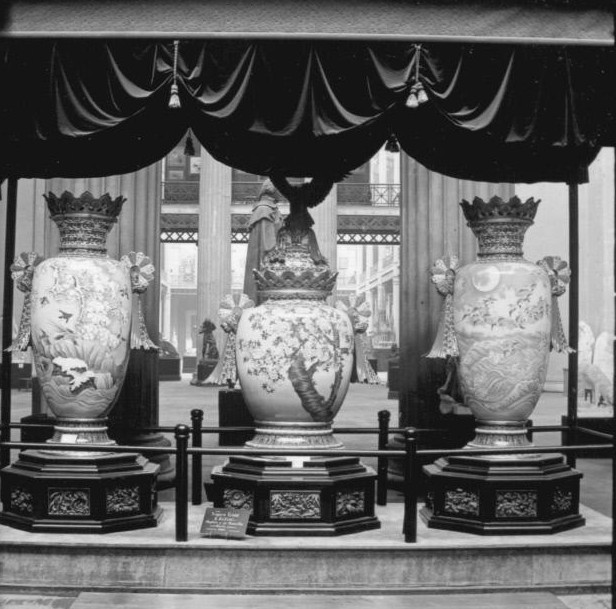
الزخارف المعروضة في شيكاغو عام 1893

تُنسب فكرة التصميم إلى "السيد شين شيودا المستشار الخاص للفنون في اللجنة اليابانية للمعرض الكولومبي العالمي". تُصوِّر المزهريات الثلاث تنينًا ودجاجًا ونسورًا تُمثِّل على التوالي فضائل الحكمة والصدق والقوة. كما تحمل الصور معنى جغرافيًا حيث يُمثِّل التنين الصين والنسور روسيا والشمس المشرقة لليابان والدجاج للجزر الكورية والنسر البرونزي على المبخرة المركزية يُمثِّل الولايات المتحدة. صُمِّمت مقابض المبخرة على شكل أقحوان رمز العائلة الإمبراطورية اليابانية. يشمل التصميم العام أيضًا الفصول الأربعة للسنة حيث تُظهر جوانب متقابلة من إحدى المزهريات مشاهد الخريف والشتاء. يُمثِّل ظهور النسر على خلفية شتوية وهو يقود طيورًا أخرى أمامه تقدُّم روسيا إلى شرق آسيا. يُصوَّر التنين الذي يُمثل الصين بين غيوم الصيف متجهًا نحو الخريف. يُصوَّر على ظهر هذه المزهرية طائر الزقزاق فوق الأمواج. تظهر شمس اليابان المُشرقة في مشهد ربيعي مُوحيةً بـ"البهجة والانتعاش العام". يتميز عنق كل مزهرية بنمط مُخطَّط أحمر وأبيض مُطعَّم بنجوم فضية. ترمز النجوم والخطوط المُزيَّنة بأزهار الأقحوان والكروم إلى الشراكة بين اليابان والولايات المتحدة.

أعطت صحيفة اليابان ويكلي ميل في 15 أبريل 1893 التفسير التالي للتصميم :
"تجد روسيا وهي تنقض على كوريا أن مخططاتها العدوانية قد أحبطتها الصين واليابان في حين تلوح النجوم والأشرطة بطياتها الحامية فوق كل شيء ينشر النسر الأمريكي جناحيه فوق مشهد حيث تمر كوريا التي قاموا بإنقاذها وإحيائها على عتبة الربيع إلى أشعة الشمس وأزهار الصيف المبكر في اليابان تتشابك الأعلام الوطنية للولايات المتحدة وصديقتها الشرقية في كل مكان فوق الرأس."
كان التزيين بيانًا سياسيًا حول كيفية رؤية اليابان لمكانتها الجديدة في العالم كأرض البدايات الجديدة التي كانت تظهر كقوة إقليمية رئيسية متحالفة مع الولايات المتحدة ضد روسيا المتعدية. تكشفت الأحداث في العقدين التاليين للمعرض الكولومبي العالمي بشكل مشابه لما صور مجازيًا بواسطة التزيين. انتهت الحرب الصينية اليابانية الأولى بهزيمة اليابان للصين والحصول على السيطرة على شبه الجزيرة الكورية مما منع تقدم روسيا إلى تلك المنطقة. جعل انتصار اليابان في الحرب الروسية اليابانية منها أول دولة آسيوية تهزم قوة غربية.

## مجموعة
من بين المجموعات الثمانية التي جمعها ونشرها وعرضها جامع التحف والباحث والمحسن ناصر خليلي المقيم في لندن مجموعة من الفن الزخرفي الياباني من عصر ميجي والتي تعتبر مساوية فقط لمجموعة العائلة الإمبراطورية اليابانية. الزخرفة الكاملة هي الآن جزء من تلك المجموعة. حصل خليلي على المزهرية الأولى التي تصور النسور في لوس أنجلوس في أوائل التسعينيات. عرضها في معرض لفن ميجي عام 1999 في ويلمنجتون ديلاوير في عام 1999. كانت مبخرة البخور التي تصور الدجاج مملوكة لهيروس أتسوشي وعرضت في متحف طوكيو الوطني قبل أن يشتريها خليلي في عام 2000. اعتبرت المزهرية الأخرى التي تصور تنينًا "مفقودة". في يناير 2019 تبين أنها كانت القطعة المركزية لغرفة الطعام الرئيسية في مطعم مغارة سبينجر للأسماك الطازجة في بيركلي كاليفورنيا أحد أقدم المطاعم في منطقة خليج سان فرانسيسكو. حصل فرانك سبنجر نجل مؤسس المطعم على المزهرية في معرض كاليفورنيا الشتوي عام 1894. في 17 فبراير 2019 اشتراها خليلي مقابل 110,000 دولار في مزاد لعناصر عائلة سبنجر وثم جمع الزينة بعد أكثر من 120 عامًا.

## معرض الصور

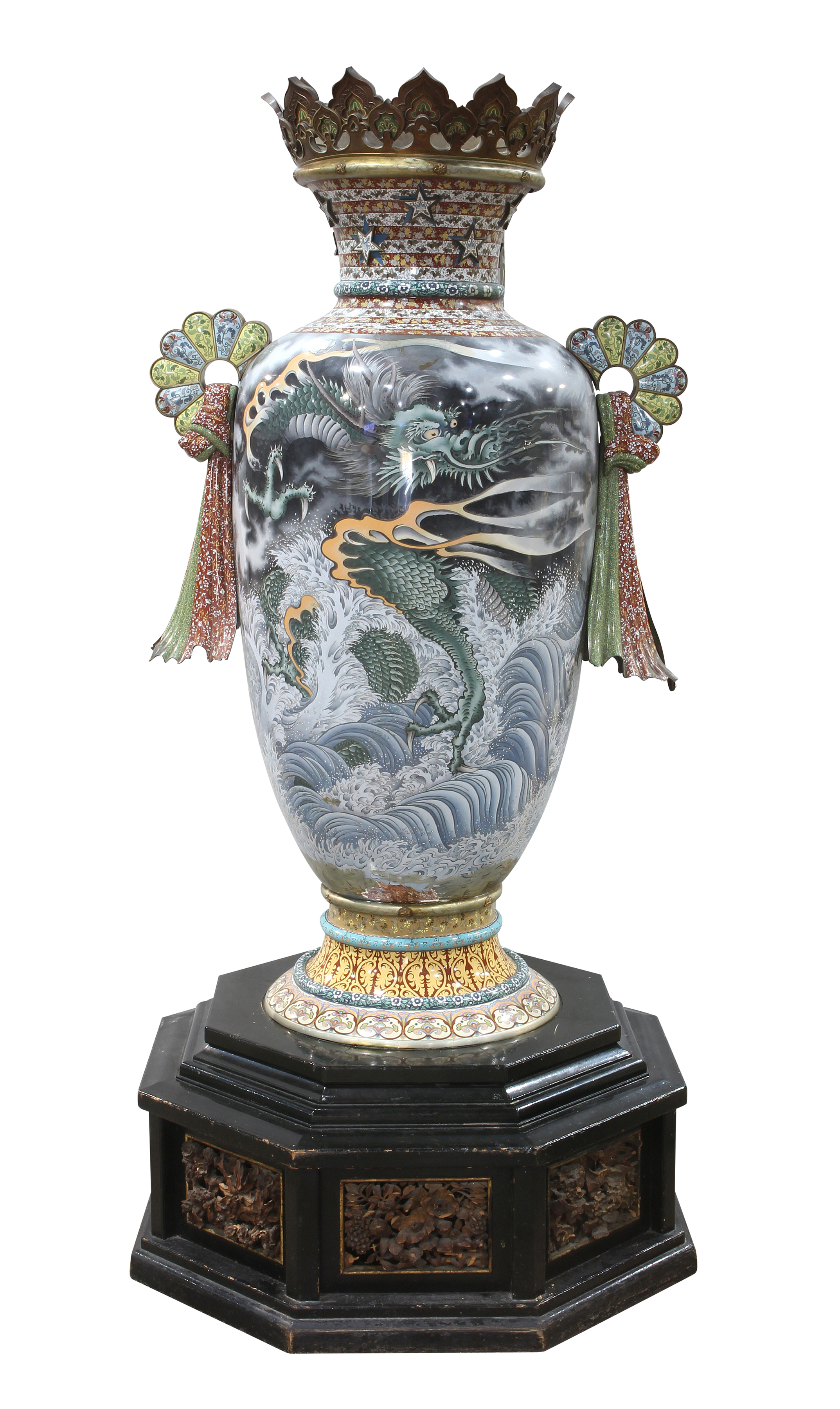
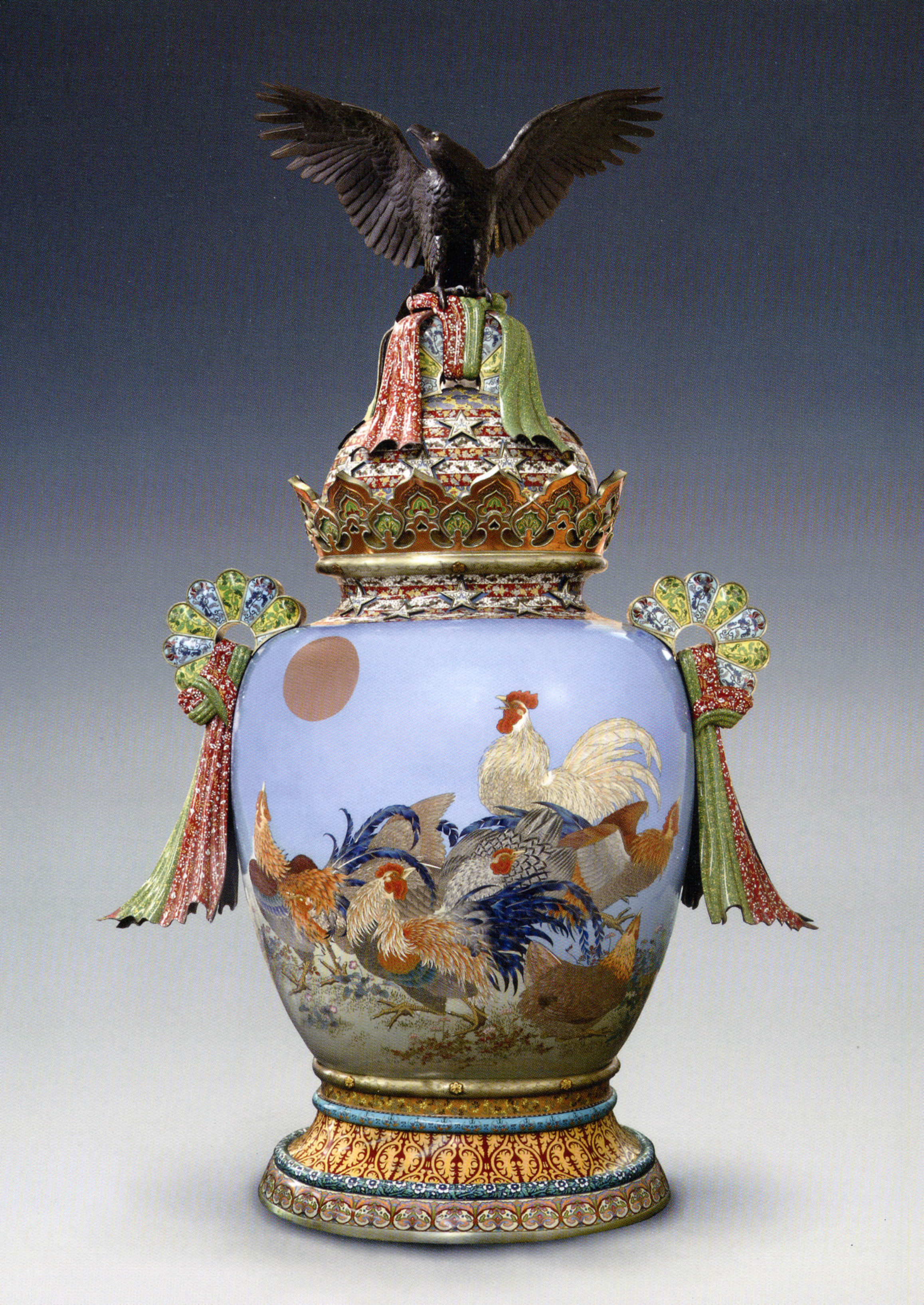
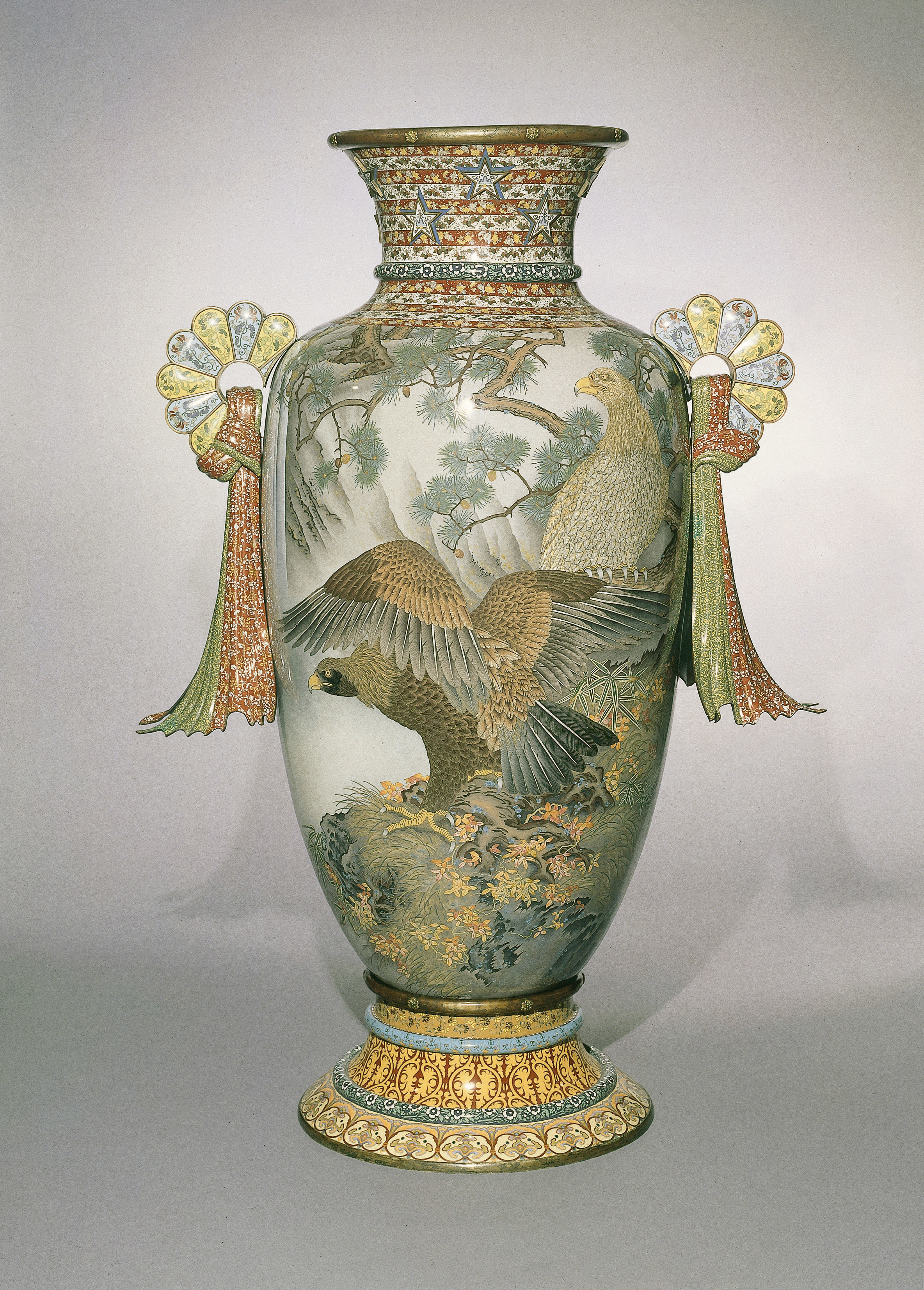

## قراءة إضافية
- Khalili، David (2023). The Art of Peace: Eight collections, one vision. London: Penguin Random House. ص. 120–122. ISBN:978-1-52991-818-2.

## روابط خارجية
- إدخالات الكتالوج لـ EX439 و E10 و EX512